# Ägyptische Staatsbahnen

Ägyptens Schienennetz (Spurweite 1435 mm)

Die Ägyptischen Staatsbahnen (englisch Egyptian National Railways, ENR; arabisch سكك حديد مصر, DMG sikak ḥadīd Miṣr) sind die staatlichen Eisenbahnen Ägyptens. Sie werden von der halbstaatlichen ägyptischen Eisenbahnbehörde betrieben.

## Geschichte

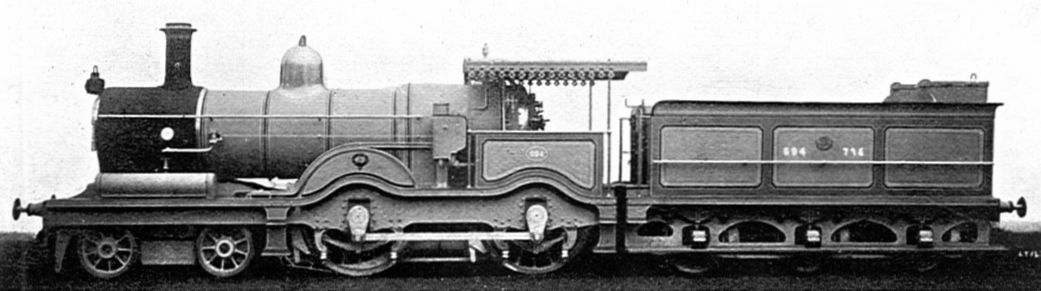
Dampflok 694 der North British Locomotive Company, Schottland, 1906

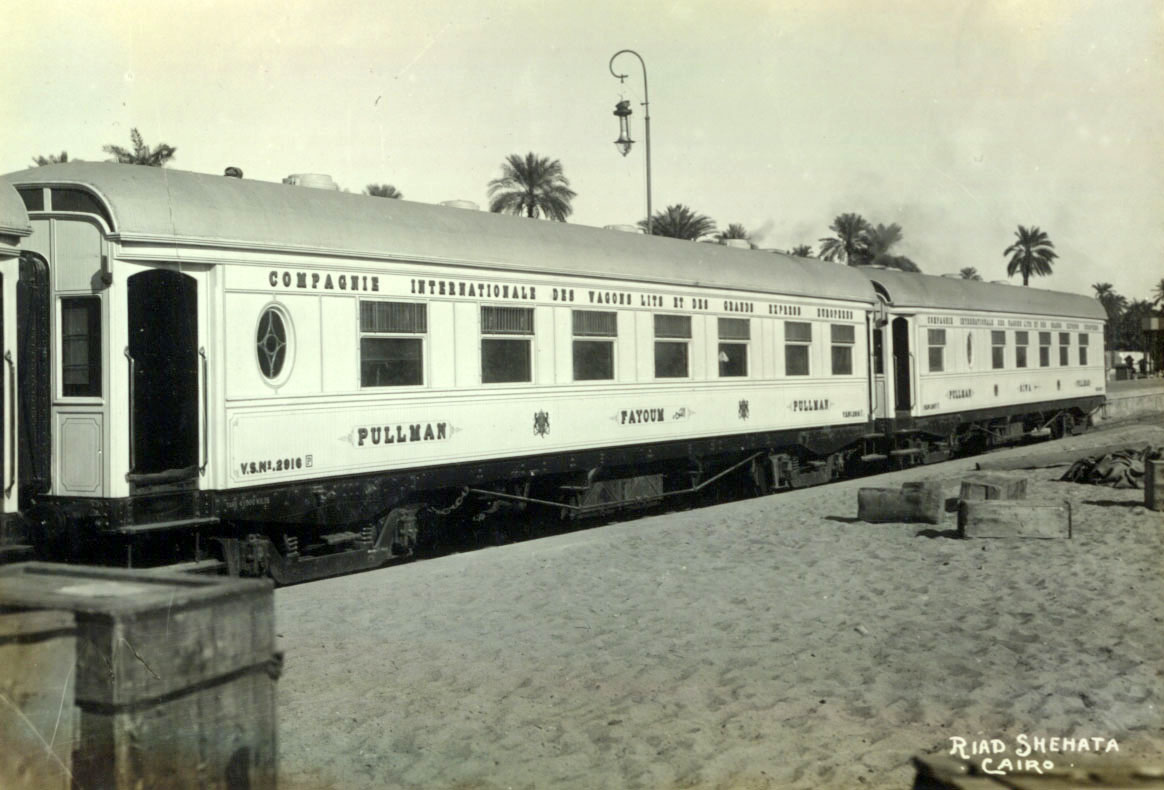
Schlafwagen der Compagnie Internationale des Wagons-Lits zur Eröffnung der Verbindung Luxor – Assuan, 1926

Bereits 1833 stellte Muhammad Ali Pascha mit Thomas Gallway Überlegungen über den Bau einer Eisenbahn an, um den Transit zwischen Europa und Indien zu erleichtern. Die Schienen waren bereits gekauft, als das Projekt nach französischem Druck gestoppt wurde, da Frankreich kein Interesse an einem Konkurrenzprojekt zum Sueskanal hatte.
Nach Muhammad Alis Tod schloss Abbas I. einen Vertrag mit Robert Stephenson ab, um Alexandria und Kairo auf dem Schienenweg zu verbinden. Der erste Teil dieser Strecke zwischen Alexandria und Kafr az-Zayyat wurde 1854 als Egyptian State Railways eröffnet, die komplette Strecke zwei Jahre später. Es war die erste Bahnstrecke in Afrika und dem Nahen Osten.
Ismail Pascha, der 1863 auf den Thron kam, veranlasste den Bau der Bahn von Kairo zunächst nach Asyut, die später nach Assuan verlängert wurde. 1891 wurde die Imbaba-Brücke bei Kairo über den Nil fertiggestellt. Dies stellte einen wichtigen Schritt dar, um Unter- und Oberägypten miteinander zu verbinden. Die heutige Imbaba-Brücke stammt von 1924. Es handelt sich um die einzige Eisenbahnbrücke über den Nil im Bereich von Kairo.
1936 waren die Egyptian State Railways im Besitz von 627 Lokomotiven, 25 Dampftriebwagen, 1430 Personen- und 14 831 Güterwagen.
Bis zur Gründung Israels waren die Bahnnetze Ägyptens und des britischen Mandatsgebietes Palästina durch die Sinai-Bahn verbunden. Zwischen 1942 und 1948 bestand über die Palestine Railways und die Bahnstrecke Haifa–Beirut–Tripoli eine normalspurige Netzverbindung in den Libanon sowie weiter über Syrien (Bagdadbahn) und die Türkei bis nach Istanbul. Durchgehenden Bahnverkehr gab es aber nie. Eine Verbindung zum israelischen Bahnnetz und zum europäischen besteht seit dem Palästinakrieg nicht mehr.
Die im Jahr 2001 wieder errichtete El-Ferdan-Brücke über den Sueskanal ist die weltweit größte Drehbrücke. Nachdem in den Jahren 2014/2015 der neue Suez-Kanal etwas östlich der Brücke eröffnet wurde und sich dort keine Brücke befand, war die Bahn über die El-Ferdan-Brücke stillgelegt; die Brücke war dauerhaft für den Schiffsverkehr geöffnet. Zwischen 2018 und 2021 wurde durch chinesische Firmen eine Brücke in ähnlicher Ausführung über den neuen Suezkanal gebaut. Im Oktober 2023 informierte die ägyptische Eisenbahnbehörde (Egyptian Railway Authority) über die Fertigstellung direser Brücke über den neuen Suezkanal und der Ferdan – Beir Al Abd Strecke.
Ende Mai 2022 wurde bekannt, dass die ägyptische Regierung und Siemens Mobility einen Vertrag über 8,1 Mrd. Euro für den Bau eines 2000 Kilometer langen Hochgeschwindigkeitsbahnnetzes abgeschlossen haben. Siemens wird dafür 41 Hochgeschwindigkeitszüge, 94 Regionalzüge und 41 Güterlokomotiven liefern. Das Netz soll 60 Städte miteinander verbinden und wird elektrifiziert sein. Die vorgesehenen Strecken sind:
- Marsa Matruh/Alexandria–Ain Suchna, 660 km
- Kairo–Assuan–Abu Simbel–sudanesische Grenze, 1100 km
- Luxor–Hurghada, 225 km[7]

## Betrieb

### Streckennetz

#### Bestandsnetz
2005 betrieb die ENR insgesamt 5063 km Schienenstrecken in europäischer Normalspur. Der Großteil des Netzes verbindet den dicht besiedelten Bereich des Nildeltas mit den Zentren Kairo und Alexandria. Eine weitere Hauptstrecke verläuft von Kairo aus am linken Nilufer bis Nag Hammadi und ab dort weiter am rechten Nilufer nach Assuan in Oberägypten. Endpunkt der Strecke ist Sadd el Ali (High Dam).
Zudem existiert eine Bahnstrecke entlang der Mittelmeerküste nach Westen in Richtung libyscher Grenze (nach Sallum). Während des Zweiten Weltkriegs führte sie bis nach Libyen hinein. Nach dem Neubau der libyschen Abschnitte entlang der Mittelmeerküste sollten ab 2015 Verbindungen in Richtung Tripolis, Tunis und in den Maghreb möglich werden. Der Bürgerkrieg in Libyen ließ diese Pläne obsolet werden.
Es besteht ein erheblicher Nachholbedarf im Unterhalt der Eisenbahninfrastruktur.

#### Geplante Hochgeschwindigkeitsstrecken
Ägypten plant den Bau eines Netzes von Schnellfahrstrecken. Sie sollen für eine Höchstgeschwindigkeit von 250 km/h ausgelegt, mit 25 kV / 50 Hz elektrifiziert und mit einer Zugsicherung ETCS Level 2 ausgestattet werden. Drei Strecken sind geplant:
- die Bahnstrecke Marsa Matruh–Ain Suchna („Grüne Strecke“), im Bau,
- die Bahnstrecke Kairo–Abu Simbel („Blaue Strecke“), Bau begonnen, und
- die Bahnstrecke Qina–Hurghada („Rote Strecke“), in Planung.

Das Netz soll insgesamt etwa 2000 km umfassen und 60 Bahnhöfe für den Personenverkehr erhalten. Darüber hinaus sind acht Betriebs- und Güterbahnhöfe geplant.

#### Weiterer Ausbau
Im April 2022 unterzeichneten Ägypten und Kuwait ein Abkommen über 750.000 Kuwait-Dinar (2,45 Mio. US-Dollar), das die Projektierung einer 363,5 km langen Bahnstrecke zwischen Ägypten und Sudan vorsieht. Der Bau soll in zwei Abschnitte aufgeteilt werden. Der erste 285 km lange Abschnitt wird im Süden von Ägypten von Assuan nach Abu Simbel führen, der zweite 80 km lange Abschnitt wird Abu Simbel über die Grenze mit Wadi Halfa verbinden.

### Organisation
Die ENR ist in drei Geschäftsbereiche aufgeteilt: Personenfernverkehr, Personennahverkehr und Güterverkehr.

### Personenverkehr
Die Ägyptischen Staatsbahnen stellen das Rückgrat des Personenverkehrs in Ägypten dar und befördern etwa 800 Millionen Fahrgäste jährlich. Klimatisierte Züge bieten meist erste und zweite Klasse an. In nicht klimatisierten Zügen sind zweite und dritte Klasse üblich. Die Fahrpreise in den Pendlerzügen und in der dritten Klasse werden vom Staat als Sozialleistung subventioniert.
Die Verbindung Alexandria–Kairo–Luxor–Assuan wird täglich mit klimatisierten Schlafwagenzügen unter der Marke Abela betrieben. Diese Züge sind besonders für Touristen gedacht. Ein komfortabler Schnellzug verbindet zudem den Ramses-Bahnhof in Kairo mit Marsa Matruh (nahe der libyschen Grenze).
Die ENR betreibt auch Buslinien und Fährverbindungen, u. a. nach Abu Simbel (Bus/Fähre), nach Scharm El-Scheich, zur Oase Siwa sowie nach Hurghada.

### Güterverkehr
Das von der ENR beförderte Frachtvolumen liegt bei etwa vier bis fünf Millionen Jahrestonnen. Der Sektor beschäftigt etwa 2.000 Personen, hat 270 Lokomotiven (von denen 90 einsatzfähig sind) und 5.400 einsatzfähige Güterwagen. Es ist geplant, dieses Geschäftsfeld in mehreren Stufen zu privatisieren.

### Lokomotiven und Triebwagen
Es werden ausschließlich Diesellokomotiven eingesetzt. Bisher sind alle Fernstrecken nicht elektrifiziert. Lediglich auf den 63 Kilometer S-Bahnlinien im Raum Kairo (Kairo – Helwan und Kairo – Heliopolis) verkehren elektrische Triebwagen.
Nach wie vor ist eine breite Vielfalt an Diesellokomotiven im ganzen Land zu finden. Noch immer im Einsatz sind einige Henschel-Lokomotiven des Typs AA22T der Baujahre 1977 bis 1985 sowie 1988 (etwa 200 Stück geliefert), welche jedoch in untergeordnete Reisezugdienste abgewandert sind. Daneben sind auch verschiedene ältere Lokomotiven amerikanischen Ursprungs der Typen G26CW, G22 und G22W-AC (alle GM/EMD) zu entdecken. Neueren Datums sind die 40 Loks des Typs JT42CWRM von EMD/GM (ähnlich Class 66), welche im Jahr 2009 geliefert wurden. Ab 2009 wurden dann weitere Lokomotiven von General Electric vom Typ GE ES40ACi geliefert. 2017 wurde an General Electric (GE) der Auftrag zur Lieferung von 100 Maschinen des Typs ES30ACi (Light Passenger Evolution) erteilt. Die ES40ACI tragen eine blaue Lackierung, die ES30ACi eine rot/graue Farbgebung. Letztere sind inzwischen vor fast allen Fernreisezügen im Land zu finden.
Nachfolgende Tabelle wird in Kürze weiter ergänzt!
| Herkunft    | Hersteller und Loktyp    | Anzahl und Ordnungsnummern | Leistung | Jahr der Lieferung | Foto |
| ----------- | ------------------------ | -------------------------- | -------- | ------------------ | ---- |
| Frankreich  | Turbotrain               | 3 Stück, 6601–6603         |          | 1982               |      |
| Spanien     | Alstom Spain             | 1101–1130                  | 1250 PS  | 2003–2005          |      |
| Deutschland | Henschel/GM AA22T        | 3001–3221, 3241–3299       | 2475 PS  | 1977–1983          |      |
| Deutschland | Adtranz DE2550 Fright    | 2001–2045                  |          | 1996–1997          |      |
| Deutschland | Adtranz DE2550 Passenger | 2101–2123                  |          | 1997–1998          |      |
| USA         | EMD JT42CWR              | 2124–2163                  | 3200 PS  | 2009               |      |
| USA         | GE/Wabtec ES30ACi        | 2481–...                   | 3200 PS  | seit 2019          |      |

### Unfälle
2016 wurden 1.249 Eisenbahnunfälle verzeichnet. Die schwersten Eisenbahnunfälle in Ägypten in den letzten beiden Jahrzehnten waren:
- Eisenbahnunfall von Ayyat, 2002, 383 Tote
- Eisenbahnunfall von Qaliub, 2006, 58 Tote
- Eisenbahnunfall von Manfalut, 2012, mindestens 50 Tote
- Eisenbahnunfall von Chorschid, 2017, 41 Tote
- Eisenbahnunfall in Al-Buhaira, 2018, mehr als 10 Tote[16]
- Eisenbahnunfall südlich von Kairo, 2018, 55 Verletzte[16]
- Eisenbahnunfall im Hauptbahnhof von Kairo und anschließender Brand, 2019, mindestens 25 Tote und über 47 Verletzte[16]
- Eisenbahnunfall von Tahta, 2021, 19 Tote, mindestens 185 Verletzte

## Eisenbahnmuseum

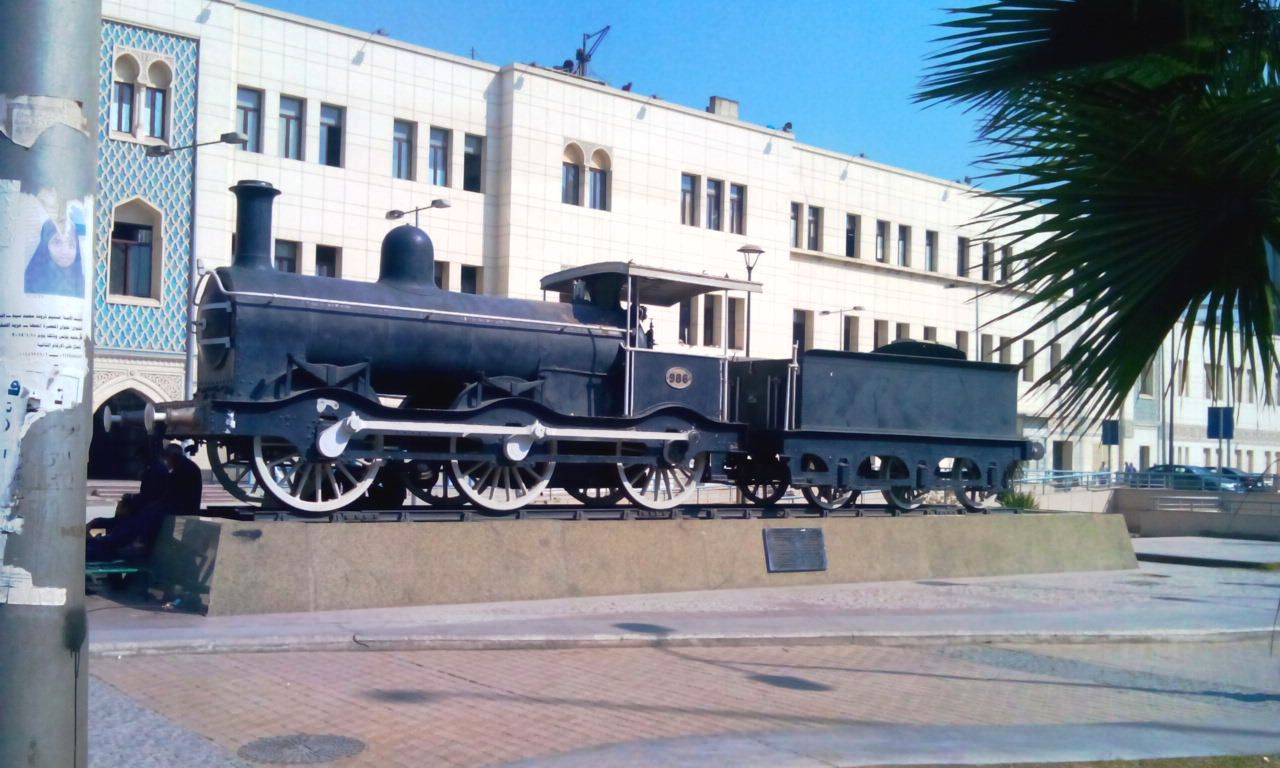
Eisenbahnmuseum

Das Ägyptische Eisenbahnmuseum wurde 1933 gegründet und dokumentiert die Geschichte und Entwicklung der ENR. Es ist in einem Anbau des Kairoer Hauptbahnhofs untergebracht.

## Zielpunkte
Viele Linien gehen vom Ramses-Bahnhof (Kairo) oder dem Bahnhof Misr (Alexandria) aus. Zielpunkt sind:
- Gizeh
  - Luxor
  - Edfu
  - Assuan
- Port Said
- Sues
- Damiette
- El Alamein
  - Marsa Matruh